# Hepacivirus
Hépacivírus je rod virusov RNK iz družine flavivirusov (Flaviviridae), katerega predstavnik je virus hepatitisa C. Virus hepatitisa C je trenutno edini poznani virus iz tega rodu, ki okuži človeka. Ime je rod dobil po grški besedi za jetra, hepatos. Mednarodni odbor za taksonomijo virusov je v ta rod uvrstil tudi virus GBV-B, ki okuži opice tamarinke.